# Calymmanthera
Calymmanthera es un género que tiene asignadas unas cinco especies de orquídeas. Es originario de las Molucas hasta el sudoeste del  Pacífico.

## Taxonomía
El género fue descrito por Rudolf Schlechter y publicado en Repertorium Specierum Novarum Regni Vegetabilis, Beihefte 1: 955. 1913.

## Especies deCalymmanthera
- Calymmanthera filiformis (J.J.Sm.) Schltr., Repert. Spec. Nov. Regni Veg. Beih. 1: 956 (1913).
- Calymmanthera major Schltr., Repert. Spec. Nov. Regni Veg. Beih. 1: 957 (1913).
- Calymmanthera montana Schltr., Repert. Spec. Nov. Regni Veg. Beih. 1: 956 (1913).
- Calymmanthera paniculata (J.J.Sm.) Schltr., Repert. Spec. Nov. Regni Veg. Beih. 1: 955 (1913).
- Calymmanthera tenuis Schltr., Repert. Spec. Nov. Regni Veg. Beih. 1: 956 (1913).[1]